# Gare de Weyersheim
La gare de Weyersheim est une gare ferroviaire française de la ligne de Vendenheim à Wissembourg, située sur le territoire de la commune de Weyersheim, dans la collectivité européenne d'Alsace, en région Grand Est.
C'est une halte voyageurs de la Société nationale des chemins de fer français (SNCF) du réseau TER Grand Est, desservie par des trains express régionaux.

## Situation ferroviaire
Établie à 142 mètres d'altitude, la gare de Weyersheim est située au point kilométrique (PK) 9,378 de la ligne de Vendenheim à Wissembourg, entre les gares de Hœrdt et de Kurtzenhouse.

## Histoire
En 2014, c'est une gare voyageur d'intérêt régional (catégorie B : la fréquentation est supérieure ou égale à 100 000 voyageurs par an de 2010 à 2011), qui dispose de deux quais, deux abris et un passage souterrain.

## Fréquentation
De 2015 à 2024, selon les estimations de la SNCF, la fréquentation annuelle de la gare s'élève aux nombres indiqués dans le tableau ci-dessous.
| Année                      | 2015    | 2016    | 2017    | 2018    | 2019    | 2020    | 2021    | 2022    | 2023    | 2024    |
| -------------------------- | ------- | ------- | ------- | ------- | ------- | ------- | ------- | ------- | ------- | ------- |
| Voyageurs                  | 160 298 | 157 555 | 155 940 | 155 497 | 164 563 | 130 434 | 151 081 | 176 599 | 189 583 | 190 078 |
| Voyageurs et non voyageurs | 200 372 | 196 944 | 194 925 | 194 371 | 205 703 | 163 043 | 188 851 | 220 749 | 236 979 | 237 598 |

## Service des voyageurs

### Accueil
Halte SNCF, c'est un point d'arrêt non géré (PANG) à accès libre. Elle est équipée d'automates pour l'achat de titres de transport.
Un souterrain permet la traversée des voies et le passage d'un quai à l'autre.

### Desserte
Weyersheim est une halte voyageurs du réseau TER Grand Est, desservie par des trains express régionaux des relations : Strasbourg - Haguenau (ligne 04). et  Strasbourg - Wissembourg - Neustadt (Weinstr) (ligne 34).

### Intermodalité
Un parc pour les vélos et un parking pour les véhicules y sont aménagés.